# Аннон Веронский
Аннон (VIII век, Верона — примерно 780 год) — святой епископ Веронский. День памяти — 23 мая.

## Биография
Святой Аннон происходил из благородной семьи. Он родился в Вероне в первом четверти VIII века. После того, как он был рукоположен в сан священника и стал настоятелем кафедрального собора Вероны, к концу 750 или в начале 751 года святой Аннон был поставлен епископом города Вероны.
В 757 году св. Аннон освятил церковь святых Тевтерии (Teuteria) и Тоски (Tosca), и велел положить тела двух святых в урну. Во время его епископского служения были обретены мощи свв. Ферма и Рустика. Их перемещение из Триеста состоялось после уплаты выкупа. Мощи святых были встречали с большой торжественностью, они были помещены в храм Сан-Фермо-Маджоре. Епископ Аннон возложил драгоценное шелковое покрывало на вышитые фигуры епископов Вероны и этих два святых. В настоящее время сегодня сохранились некоторые повязки, которые называются Veli di Classe, они находятся в национальном Музее в Равенне. Относительно даты перенесения имеются две гипотезы:
- 23 марта 765 года, в соответствии с тем, что написано на свинцовом корпусе, в котором пребывают два тела;
- 22 мая 755 года, в соответствии с записями на двух листах, помещенных в крипте храма Сан-Фермо.

История рассказана в двух документах современников: в la Translatio ss. Firmi et Rustici, относящейся ко второй половине VIII века, и il Ritmo pipiniano, составленном между VIII и IX веками.
Согласно Vitae episcoporum Veronensium работы Либарди (Libardi), в 774 году после уничтожения Лангобардского королевства св. Аннон встречал в Вероне короля франков Карла Великого.